# Лобанов-Ростовский, Алексей Яковлевич
Князь Алексей Яковлевич Лобанов-Ростовский (8 января 1795 — июнь 1848) — генерал-лейтенант русской императорской армии, доверенное лицо императора Николая Павловича. Представитель младшей ветви Лобановых-Ростовских, устроитель вяземского имения Александрино.

## Биография
Сын Якова Ивановича Лобанова-Ростовского. В 1802 г. записан был на службу юнкером в Московский архив иностранных дел, в 1805 г. был переведен в коллегию иностранных дел, затем в 1812 г. служил в общей канцелярии военного министерства.
В 1814 году перешел на военную службу в Александрийский гусарский полк в чине поручика, был назначен адъютантом к графу М. С. Воронцову, принимал участие в военных действиях во Франции и в том же году перешел в л.-гв. Гусарский полк. В 1819 году был назначен адъютантом к князю П. М. Волконскому, в 1821 г. произведен был во флигель-адъютанты, а в 1823 г. в полковники. В 1826 г. князь Лобанов получил в командование 2-й сводный гвардейский легкий кавалерийский полк, а затем в 1828 г. во время турецкой кампании за дело при Варне получил св. Георгия 4-й ст., чин генерал-майора и зачислен был в свиту Его Величества.
В 1829 г. он был назначен ревизовать чумные госпитали в действующей армии; в 1833 г. пожалован в генерал-адъютанты, в 1836 г. послан в Симбирскую губернию для усмирения крестьян, обязанных заготовлять лес для флота, а в 1837 г. произведен в генерал-лейтенанты.
Начиная в 1838 года князь Лобанов часто ездил за границу исполнять поручения императора Николая I при иностранных дворах; так, он посетил Копенгаген, Гаагу, несколько раз Берлин, Шверин и Вену. Состоял при особе прусского короля во время его визита в Петербург. За свою деятельную и плодотворную службу Лобанов был награждён орденом св. Анны 1-й ст. и орденом Белого Орла. Кроме того, находясь постоянно в сношениях с иностранными монархами, он приобрёл много зарубежных орденов. Скончался в 1848 году.

## Награды
Российской империи:
- Орден Святого Владимира 4-й степени (1824)
- Орден Святого Георгия 4-й степени (1828)
- Орден Святой Анны 1-й степени (1829); императорская корона к ордену (1835)
- Знак отличия за XXV лет беспорочной службы (1838)

Иностранных государств:
- Орден Святого Людовика (1819, королевство Франция)
- Орден Святого Иоанна Иерусалимского (1827, королевство Пруссия)
- Орден Даннеброг 1-й степени (1840, королевство Дания)
- Орден Нидерландского льва (1840, королевство Нидерланды)
- Орден Красного орла 1-й степени (1841, королевство Пруссия)
- Орден Белого сокола 1-й степени (1841, Великое герцогство Саксен-Веймар-Эйзенах)
- Табакерка с портретом короля прусского (1842, королевство Пруссия)

## Личная жизнь

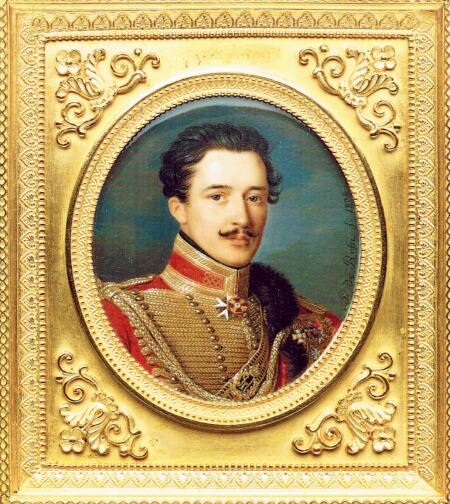
Алексей Яковлевич на миниатюре П. Росси (1828)

По словам современников, князь Лобанов-Ростовский был всеобщим любимцем. Среди модных мужчин, его отличали и предпочитали
все элегантные дамы. «Все мы», писала Д. Фикельмон, «восхищались его красивым лицом дикаря, его изысканной и грациозной осанкой и забавлялись его кокетством, одинаковым с каждой из нас». Зимой 1827—1828 гг. князем сильно была увлечена фрейлина Анна Алексеевна Оленина, но любовь её была безответной.
Жена (с 12 ноября 1819 года ) — княжна Софья Петровна Лопухина (1798—03.04.1825), фрейлина двора (1816), дочь светлейшего князя П. В. Лопухина, младшая сестра знаменитой Анны Гагариной. В начале 1819 года к Софье Лопухиной сватался князь В. С. Голицын. И она сама, и её мать были согласны, и, по словам Туркестановой, «возлагая большие надежды на Вольдемара Голицына, они дошли до того, что показывали ему квартиру, которую они желали бы занять». Но браку воспротивился отец, князь П. В. Лопухин. В этой связи Голицын решил прибегнуть к посредничеству самого Александра I, но и императору не удалось уломать отца. «Лопухин опять сказал нет, и пригласив дам, заставил их сказать то же самое».

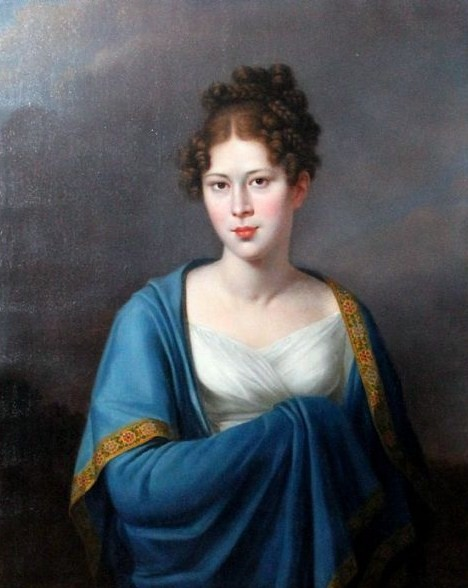
Княгиня Софья Петровна на портрете Ю. Олешкевича (1825)

В августе 1819 года было объявлено о помолвке Лопухиной с князем Лобановым-Ростовским, и по поводу этого Тургенев писал, что «княжна наконец сдалась и выходит замуж, многие повесили голову, то есть головы». Возможно, у неё были сомнения относительно жениха, он был известен в Петербурге как своей красивой наружностью, так и крайней вспыльчивостью и жестокостью. Свадьба была при дворе, но брак был недолгим. Софья Петровна скончалась через месяц после родов, оставив трёх сыновей. В её некрологе было написано: «прекрасная наружность, образованный ум, кроткий нрав и доброе сердце, любовь супруга и родных, уважение всех её знавших — давали ей право на продолжительное счастье в жизни, но оно не в здешнем мере было для неё уготовано». Похоронена на Лазаревском кладбище Александро-Невской лавры. Дети:
- Пётр (23.09.1820[9]—11.02.1840), крещен 3 ноября 1820 года в Симеоновской церкви при восприемстве деда П. В. Лопухина и М. Я. Нарышкиной; покончил с собой из-за суровости отца[10] .
- Яков (1822—15.01.1823)[11], умер в 3-х месячном возрасте.
- Николай (02.12.1823[12]—23.05.1897), крещен 28 декабря 1823 года в Симеоновской церкви при восприемстве князя Д. И. Лобанова-Ростовского и бабушки Е. Н. Лопухиной; егермейстер. Наружностью своей не был похож на отца, имел отличительные черты монгольского типа. Очень умный, начитанный, любезный, он владел даром слова и был одарен природным талантом к рисованию и живописи. Будучи смелым наездником, из-за трюков часто падал, поэтому к 40 годам лишился ног[10]. Умер в Ницце от воспаления почек, похоронен там же на православном кладбище.
- Дмитрий (28.02.1825—1908), генерал-лейтенант, женат на княжне Александре Александровне Чернышевой, дочери военного министра.